# Hoa hậu Trái Đất Việt Nam 2025
Hoa hậu Trái Đất Việt Nam 2025 (Tiếng Anh: Miss Earth Vietnam 2025) là cuộc thi tìm kiếm Hoa hậu Trái Đất Việt Nam lần thứ hai, đêm chung kết sẽ diễn ra vào ngày 28 tháng 6 năm 2025 tại The Opera, Hải Phòng. Hoa hậu Trái Đất 2024 - Jessica Lane đến từ Úc đã trao vương miện cho tân hoa hậu là cô Ngô Thị Trâm Anh đến từ Hải Dương và một trong bốn thí sinh trong Top 4 sẽ đại diện Việt Nam tham dự Hoa hậu Trái Đất 2025.

## Kết quả

### Thứ hạng
| Kết quả                                                  | Thí sinh | Vị trí Quốc tế                |
| -------------------------------------------------------- | --- | ----------------------------- |
| Hoa hậu Trái Đất Việt Nam 2025 (Miss Earth Vietnam 2026) | - Hải Dương – Ngô Thị Trâm Anh (¥) | - TBA – Hoa hậu Trái Đất 2026 |
| Hoa hậu Không khí (Á hậu 1)                              | - An Giang – Bùi Lý Thiên Hương |                               |
| Hoa hậu Nước (Á hậu 2)                                   | - Điện Biên – Phan Trần Linh Đan |                               |
| Hoa hậu Lửa (Á hậu 3) (Miss Earth Vietnam 2025)          | - Hà Nội – Trịnh Mỹ Anh | - TBA – Hoa hậu Trái Đất 2025 |
| Top 8                                                    | - Ninh Bình – Vũ Ngọc Ánh Dương - Quảng Ninh – Trần Nhật Lệ - Hải Phòng – Phạm Hoàng Thu Uyên - Thành phố Hồ Chí Minh – Dương Thị Hồng Vy |                               |
| Top 20                                                   | - Hà Nội – Đỗ Khánh An - Long An – Phùng Doanh Doanh - Hải Dương – Hà Thị Thùy Dung - Nam Định – Dương Thúy Hiền - Hà Nội – Lê Hoàng Bảo Ngọc - Cần Thơ – Nguyễn Thị Bích Ngọc - Đồng Tháp – Trần Thị Bảo Nhi - Thanh Hóa – Nguyễn Lê Yến Nhi - Hà Nội – Nguyễn Thị Hiền Trang - Hải Dương – Nguyễn Thị Cẩm Tú - Tuyên Quang – Trần Thị Uyên - Bắc Ninh – Nguyễn Hồng Vân |                               |

- (¥) - Thí sinh vào thẳng Top 20 do chiến thắng giải thưởng Người đẹp được yêu thích nhất.

### Thứ tự gọi tên
| 1. Phạm Hoàng Thu Uyên 2. Ngô Thị Trâm Anh 3. Phùng Doanh Doanh 4. Dương Thị Hồng Vy 5. Trần Nhật Lệ 6. Trần Thị Uyên 7. Trịnh Mỹ Anh 8. Nguyễn Thị Hiền Trang 9. Dương Thuý Hiền 10. Đỗ Khánh An 11. Hà Thị Thuỳ Dung 12. Nguyễn Thị Bích Ngọc 13. Vũ Ngọc Ánh Dương 14. Nguyễn Thị Cẩm Tú 15. Trần Thị Bảo Nhi 16. Nguyễn Lê Yến Nhi 17. Lê Hoàng Bảo Ngọc 18. Nguyễn Hồng Vân 19. Phan Trần Linh Đan 20. Bùi Lý Thiên Hương | 1. Trần Nhật Lệ 2. Trịnh Mỹ Anh 3. Vũ Ngọc Ánh Dương 4. Phan Trần Linh Đan 5. Dương Thị Hồng Vy 6. Ngô Thị Trâm Anh 7. Phạm Hoàng Thu Uyên 8. Bùi Lý Thiên Hương | 1. Phan Trần Linh Đan 2. Trịnh Mỹ Anh 3. Ngô Thị Trâm Anh 4. Bùi Lý Thiên Hương |

### Giải thưởng
| Giải phụ                        | Thí sinh                                    |
| Người đẹp có gương mặt khả ái   | - Tuyên Quang – Trần Thị Uyên               |
| Người đẹp Ảnh                   | - Hải Dương – Hà Thị Thùy Dung              |
| Người đẹp Du lịch               | - Hải Phòng – Phạm Hoàng Thu Uyên           |
| Người đẹp Áo dài                | - Ninh Bình – Vũ Ngọc Ánh Dương             |
| Người đẹp Dạ hội                | - Hải Dương – Ngô Thị Trâm Anh              |
| Người đẹp Tài năng              | - Hà Nội – Nguyễn Thị Hiền Trang            |
| Người đẹp có làn da đẹp nhất    | - Điện Biên – Phan Trần Linh Đan            |
| Người đẹp Thể thao              | - Thành phố Hồ Chí Minh – Dương Thị Hồng Vy |
| Người đẹp Cộng đồng             | - Bắc Ninh – Nguyễn Hồng Vân                |
| Người đẹp Thời trang            | - An Giang – Bùi Lý Thiên Hương             |
| Người đẹp Nhân ái               | - Hà Nội – Trịnh Mỹ Anh                     |
| Người đẹp Truyền thông          | - An Giang – Bùi Lý Thiên Hương             |
| Người đẹp Biển                  | - Quảng Ninh – Trần Nhật Lệ                 |
| Người đẹp được yêu thích nhất   | - Hải Dương – Ngô Thị Trâm Anh              |
| Người đẹp Trang phục Môi trường | - Long An – Phùng Doanh Doanh               |

## Các phần thi

### Người đẹp Cộng đồng
| Kết quả     | Thí sinh |
| Chiến thắng | - Bắc Ninh – Nguyễn Hồng Vân                                                                                         |
| Top 5       | - Hà Nội – Đỗ Khánh An - Hải Dương – Hà Thị Thùy Dung - Điện Biên – Phan Trần Linh Đan - Tuyên Quang – Trần Thị Uyên |

### Người đẹp Biển
| Kết quả     | Thí sinh |
| Chiến thắng | - Quảng Ninh – Trần Nhật Lệ                                                                                          |
| Top 5       | - Hải Dương – Ngô Thị Trâm Anh - Hà Nội – Trịnh Mỹ Anh - Long An – Phùng Doanh Doanh - An Giang – Bùi Lý Thiên Hương |

### Người đẹp Tài năng
| Kết quả     | Thí sinh |
| Chiến thắng | - Hà Nội – Nguyễn Thị Hiền Trang                                                                                   |
| Top 5       | - Hà Nội – Trịnh Mỹ Anh - Ninh Bình – Vũ Ngọc Ánh Dương - Hà Nội – Lê Hoàng Bảo Ngọc - Tuyên Quang – Trần Thị Uyên |

### Người đẹp Thời trang
| Kết quả     | Thí sinh |
| Chiến thắng | - An Giang – Bùi Lý Thiên Hương                                                                                         |
| Top 5       | - Hà Nội – Trịnh Mỹ Anh - Điện Biên – Phan Trần Linh Đan - Nam Định – Dương Thúy Hiền - Hải Phòng – Phạm Hoàng Thu Uyên |

### Người đẹp Thể thao
| Kết quả     | Thí sinh |
| Chiến thắng | - Thành phố Hồ Chí Minh – Dương Thị Hồng Vy                                                                        |
| Top 5       | - Hải Dương – Ngô Thị Trâm Anh - Hà Nội – Trịnh Mỹ Anh - An Giang – Bùi Lý Thiên Hương - Quảng Ninh – Trần Nhật Lệ |

### Người đẹp Trang phục Môi trường
| Kết quả     | Thí sinh |
| Chiến thắng | - Long An – Phùng Doanh Doanh                                                                                            |
| Top 5       | - Nam Định – Dương Thúy Hiền - An Giang – Bùi Lý Thiên Hương - Cần Thơ – Nguyễn Thị Bích Ngọc - Đồng Tháp – Trần Thúy Vi |

### Người đẹp được yêu thích nhất
Thí sinh chiến thắng giải thưởng Người đẹp được yêu thích nhất sẽ tiến thẳng Top 20.
| Kết quả     | Thí sinh                         | Điểm bình chọn |
| Chiến thắng | - Hải Dương – Ngô Thị Trâm Anh   | 738,913        |
| Top 5       | - Điện Biên – Phan Trần Linh Đan | 563,280        |
| Top 5       | - Quảng Ninh – Trần Nhật Lệ      | 90,041         |
| Top 5       | - Tuyên Quang – Trần Thị Uyên    | 52,689         |
| Top 5       | - Phú Thọ – Hoàng Thị Thảo Trang | 39,837         |

## Ban giám khảo
| Họ và tên           | Nghề nghiệp, danh hiệu                                              | Vai trò                  |
| ------------------- | ------------------------------------------------------------------- | ------------------------ |
| Lê Khanh            | Nghệ sĩ nhân dân                                                    | Trưởng ban giám khảo     |
| Vương Duy Biên      | Nghệ sĩ nhân dân, nguyên Thứ trưởng Bộ Văn hóa, Thể thao và Du lịch | Phó trưởng ban giám khảo |
| Nguyễn Thị Thủy     | Phó Bí thư Thành đoàn Hải Phòng                                     | Phó trưởng ban giám khảo |
| Nguyễn Thị Xuân Lan | Siêu mẫu                                                            | Thành viên               |
| Jessica Lane        | Hoa hậu Trái Đất 2024                                               | Thành viên               |
| Phạm Thị Mai Phương | Hoa hậu Việt Nam 2002                                               | Thành viên               |
| Trịnh Văn Bảo       | Nam vương Quốc tế 2018 Giải Đồng Siêu mẫu Việt Nam 2018             | Thành viên               |
| Phạm Ngọc Anh       | Tổng Biên tập Tạp chí HerWorld Vietnam                              | Thành viên               |
| Ngô Bá Lục          | Nhà báo                                                             | Thành viên               |
| Hà Duy              | Nhà thiết kế                                                        | Thành viên               |

## Thí sinh tham gia

### Top 30 thí sinh chung kết
| SBD | Họ và tên thí sinh      | Năm sinh | Chiều cao | Quê quán              | Ghi chú                                                                       |
| --- | ----------------------- | -------- | --------- | --------------------- | ----------------------------------------------------------------------------- |
| 163 | Đỗ Khánh An             | 2000     | 1,70 m    | Hà Nội                | Top 20                                                                        |
| 012 | Ngô Thị Trâm Anh        | 2006     | 1,74 m    | Hải Dương             | Hoa hậu Trái Đất Việt Nam 2025 Người đẹp được yêu thích nhất Người đẹp Dạ hội |
| 102 | Trịnh Mỹ Anh            | 2003     | 1,75 m    | Hà Nội                | Hoa hậu Lửa (Á hậu 3) Người đẹp Nhân ái                                       |
| 188 | Đoàn Ngọc Ánh           | 1997     | 1,67 m    | Thành phố Hồ Chí Minh |                                                                               |
| 005 | Phùng Doanh Doanh       | 2005     | 1,67 m    | Long An               | Top 20 Người đẹp Trang phục Môi trường                                        |
| 050 | Hà Thị Thùy Dung        | 2003     | 1,65 m    | Hải Dương             | Top 20 Người đẹp Ảnh                                                          |
| 191 | Vũ Ngọc Ánh Dương       | 2005     | 1,69 m    | Ninh Bình             | Top 8 Người đẹp Áo dài                                                        |
| 027 | Phan Trần Linh Đan      | 2004     | 1,69 m    | Điện Biên             | Hoa hậu Nước (Á hậu 2) Người đẹp có làn da đẹp nhất                           |
| 118 | Nguyễn Thị Phương Giang | 2002     | 1,68 m    | Bắc Ninh              |                                                                               |
| 139 | Dương Thúy Hiền         | 2003     | 1,69 m    | Nam Định              | Top 20                                                                        |
| 067 | Bùi Lý Thiên Hương      | 1996     | 1,74 m    | An Giang              | Hoa hậu Không khí (Á hậu 1) Người đẹp Thời trang Người đẹp Truyền thông       |
| 033 | Trần Nhật Lệ            | 2001     | 1,72 m    | Quảng Ninh            | Top 8 Người đẹp Biển                                                          |
| 088 | Đào Thị Ngọc            | 2003     | 1,70 m    | Nghệ An               |                                                                               |
| 123 | Lê Hoàng Bảo Ngọc       | 2000     | 1,75 m    | Hà Nội                | Top 20                                                                        |
| 065 | Nguyễn Thị Bích Ngọc    | 2003     | 1,67 m    | Cần Thơ               | Top 20                                                                        |
| 128 | Nguyễn Thị Ngọc         | 2000     | 1,67 m    | Nghệ An               |                                                                               |
| 125 | La Thị Xuân Nhi         | 2003     | 1,68 m    | Bình Định             |                                                                               |
| 068 | Nguyễn Lê Yến Nhi       | 2006     | 1,67 m    | Thanh Hóa             | Top 20                                                                        |
| 026 | Trần Thị Bảo Nhi        | 2006     | 1,68 m    | Đồng Tháp             | Top 20                                                                        |
| 018 | Nguyễn Nguyễn Phi Phụng | 2006     | 1,70 m    | Lâm Đồng              |                                                                               |
| 083 | Đoàn Hương Trà          | 2003     | 1,70 m    | Hải Phòng             |                                                                               |
| 133 | Hoàng Thị Thảo Trang    | 1997     | 1,68 m    | Phú Thọ               |                                                                               |
| 086 | Nguyễn Thị Hiền Trang   | 1999     | 1,67 m    | Hà Nội                | Top 20 Người đẹp Tài năng                                                     |
| 034 | Nguyễn Thị Cẩm Tú       | 2003     | 1,70 m    | Hải Dương             | Top 20                                                                        |
| 001 | Phạm Hoàng Thu Uyên     | 1997     | 1,70 m    | Hải Phòng             | Top 8 Người đẹp Du lịch                                                       |
| 078 | Trần Thị Uyên           | 2003     | 1,68 m    | Tuyên Quang           | Top 20 Người đẹp có gương mặt khả ái                                          |
| 138 | Nguyễn Hồng Vân         | 2004     | 1,70 m    | Bắc Ninh              | Top 20 Người đẹp Cộng đồng                                                    |
| 193 | Trần Thúy Vi            | 2005     | 1,67 m    | Đồng Tháp             |                                                                               |
| 185 | Dương Thị Hồng Vy       | 1999     | 1,68 m    | Thành phố Hồ Chí Minh | Top 8 Người đẹp Thể thao                                                      |
| 124 | Bùi Huỳnh Như Ý         | 2002     | 1,69 m    | Đồng Tháp             |                                                                               |

### Top 46 thí sinh bán kết
| SBD | Họ và tên thí sinh   | Năm sinh | Chiều cao | Quê quán   |
| --- | -------------------- | -------- | --------- | ---------- |
| 151 | Đinh Kim Chi         | 2002     | 1,70 m    | Thái Bình  |
| 039 | Đỗ Ngọc Hà           | 2006     | 1,70 m    | Quảng Ninh |
| 198 | Nguyễn Thu Hằng      | 1998     | 1,60 m    | Quảng Ninh |
| 025 | Lê Thị Thu Huyền     | 2003     | 1,68 m    | Hải Phòng  |
| 200 | Nguyễn Mai Hương     | 2003     | 1,70 m    | Hà Nội     |
| 045 | Nguyễn Thị Thu Mai   | 2006     | 1,72 m    | Hải Phòng  |
| 154 | Nguyễn Thị Thu Minh  | 2005     | 1,67 m    | Hải Phòng  |
| 084 | Nguyễn Hồng Ngọc     | 2006     | 1,68 m    | Ninh Bình  |
| 140 | Nguyễn Việt Nguyên   | 2004     | 1,70 m    | Phú Thọ    |
| 082 | Hoàng Minh Nguyệt    | 2006     | 1,68 m    | Hà Nội     |
| 129 | Lê An Nhi            | 2005     | 1,66 m    | Thanh Hóa  |
| 029 | Trần Thị Trúc Như    | 2006     | 1,75 m    | Vĩnh Long  |
| 098 | Phạm Thị Phương Thảo | 2000     | 1,72 m    | Hải Phòng  |
| 101 | Cao Anh Thư          | 2005     | 1,70 m    | Hà Nội     |
| 069 | Đặng Thùy Trang      | 2005     | 1,75 m    | Hà Nội     |
| 038 | Nguyễn Thanh Trúc    | 2005     | 1,71 m    | Hải Phòng  |

## Thông tin thí sinh
- Ngô Thị Trâm Anh: Hoa khôi Trường THPT Xuân Mai 2022, Hoa khôi Sinh viên Thanh lịch 2024, tham gia Hoa hậu Việt Nam 2024 và dừng chân sau vòng sơ khảo, Đại diện Việt Nam dự thi Hoa hậu Trái Đất 2026.
- Bùi Lý Thiên Hương: Top 45 Hoa hậu Hoàn vũ Việt Nam 2017 cùng giải phụ Top 8 Best Face, Đăng quang Hoa hậu Việt Nam Toàn Thế giới 2018, Top 15 Hoa hậu Siêu quốc gia Việt Nam 2018, Top 16 Hoa hậu Hoàn vũ Việt Nam 2022 cùng giải phụ (Top 12 Người đẹp Bản lĩnh, Top 10 Best Face, Top 10 Best Body, Top 22 Best Catwalk), Top 10 Hoa hậu Hòa bình Việt Nam 2022 cùng các giải phụ (Giải ba Best Profile Picture, Top 18 Người đẹp Truyền cảm hứng, Top 18 We are Diamond by Diamond Fitness Center, Top 10 Top Bikini by Vera), Top 9 The New Mentor 2023 - team Thanh Hằng, Top 15 Hoa hậu Hòa bình Việt Nam 2024 cùng giải phụ (Best in Evening Gown, Top 5 Best in Swimsuit, Top 5 Best Seller Award, Top 10 Best Introduction Video, Top 8 Miss Elasten).
- Phan Trần Linh Đan: Đăng quang Người đẹp Hoa Ban 2025 cùng giải phụ Người đẹp trình diễn áo tắm đẹp nhất và Người đẹp được khán giả bình chọn nhiều nhất.
- Trịnh Mỹ Anh: Á khôi 1 Hoa khôi Học sinh Thanh lịch Trường THPT Tây Hồ 2018, Top 35 Hoa hậu Việt Nam 2022 cùng giải phụ (Top 18 Người đẹp Nhân Ái, Top 8 Người đẹp Thể thao), Top 40 Hoa hậu Hòa bình Việt Nam 2024, Đại diện Việt Nam dự thi Hoa hậu Trái Đất 2025.
- Phạm Hoàng Thu Uyên: Top 5 Hoa khôi Đại học FPT 2016, Top 15 Hoa khôi Sinh viên Việt Nam 2016, Top 20 Hoa khôi Phụ nữ Việt Nam qua ảnh 2017 (rút lui trước Chung kết vì lý do cá nhân), Top 16 Hoa hậu Hoàn vũ Việt Nam 2022 cùng giải phụ (Người đẹp được yêu thích nhất, Top 20 Gương mặt đẹp nhất, Top 22 Best Catwalk, Top 10 Best Introduction), Top 18 Miss Universe Vietnam 2023, Á hậu 2 Hoa hậu Du lịch Việt Nam Toàn cầu 2024.
- Trần Nhật Lệ: Á khôi 1 Người đẹp Hạ Long 2020 cùng giải phụ Người đẹp Khả ái, Top 66 Hoa hậu Thế giới Việt Nam 2022, Top 45 Hoa hậu Việt Nam 2022, Top 18 Miss Universe Vietnam 2023.
- Dương Thị Hồng Vy: Top 20 Hoa hậu Hòa bình Việt Nam 2023.
- Đỗ Khánh An: Top 12 MC Fire 2019, Top 15 Hoa hậu Du lịch Việt Nam Toàn cầu 2024 cùng giải phụ Top 5 Người đẹp Bản lĩnh.
- Phùng Doanh Doanh: Top 40 Hoa hậu Du lịch Việt Nam Toàn cầu 2024.
- Hà Thị Thùy Dung: Á khôi 1 Nét đẹp Thanh lịch Hải Phòng 2025.
- Nguyễn Thị Bích Ngọc: Hoa khôi Miss and Mister Sinh Viên STU 2025 cùng giải phụ Đại sứ thể thao.
- Trần Thị Bảo Nhi: Top 5 Miss & Mister HUFLIT 2025.
- Nguyễn Thanh Trúc: Hoa khôi Nét đẹp Thanh lịch Hải Phòng 2025.
- Đoàn Hương Trà: Top 5 Nét đẹp Thanh lịch Hải Phòng 2025.
- Nguyễn Thị Thu Minh: Top 5 Nét đẹp Thanh lịch Hải Phòng 2025.
- La Thị Xuân Nhi: Á khôi 2 Miss and Mister Sinh Viên STU 2025 cùng giải phụ (Đại sứ Cộng đồng, Đại sứ Phong cách, Đại sứ Head to head Challenge).
- Nguyễn Nguyễn Phi Phụng: Á khôi 2 Miss and Mister Huflit 2025.
- Lê Thị Thu Huyền: Top 25 Nét đẹp Thanh lịch Hải Phòng 2025.
- Đào Thị Ngọc: Top 20 Nét đẹp Thanh lịch Hải Phòng 2025.
- Nguyễn Mai Hương: Top 60 Hoa hậu Du lịch Việt Nam 2024, Top 5 Hoa khôi Sinh viên - Trường Đại học Hà Nội 2024 cùng giải phụ Người đẹp Tài năng, Top 20 Hoa hậu Văn hóa Hữu nghị Quốc tế 2025.
- Nguyễn Thị Thu Mai: Top 20 Nét đẹp Thanh lịch Hải Phòng 2025.
- Đỗ Ngọc Hà: Top 10 Nét đẹp Thanh lịch Hải Phòng 2025.
- Đinh Kim Chi: Đăng ký dự thi Hoa hậu Hòa bình Việt Nam 2025.

## Dự thi quốc tế
| Cuộc thi                                   | Đại diện         | Danh hiệu | Thứ hạng | Giải thưởng đặc biệt |
| ------------------------------------------ | ---------------- | --------- | -------- | -------------------- |
| Miss Culture Friendship International 2025 | Nguyễn Mai Hương | Top 46    | Top 20   | Không                |
| Miss Earth 2025                            | Trịnh Mỹ Anh     | Á hậu 3   | TBA      | TBA                  |
| Miss Earth 2026                            | Ngô Thị Trâm Anh | Hoa hậu   | TBA      | TBA                  |